# 中国铁路敞车

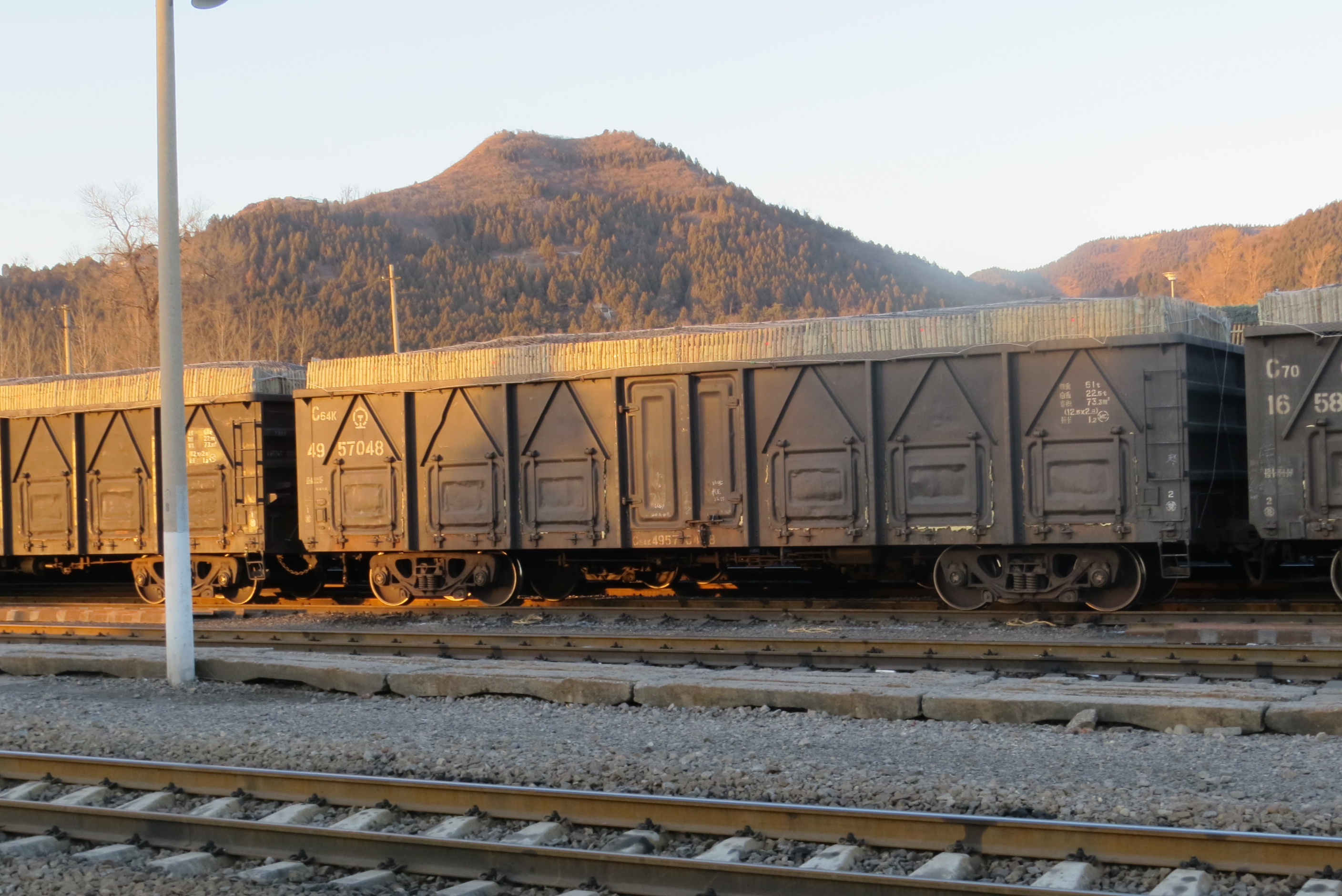
一辆C64K型敞车在密云北站

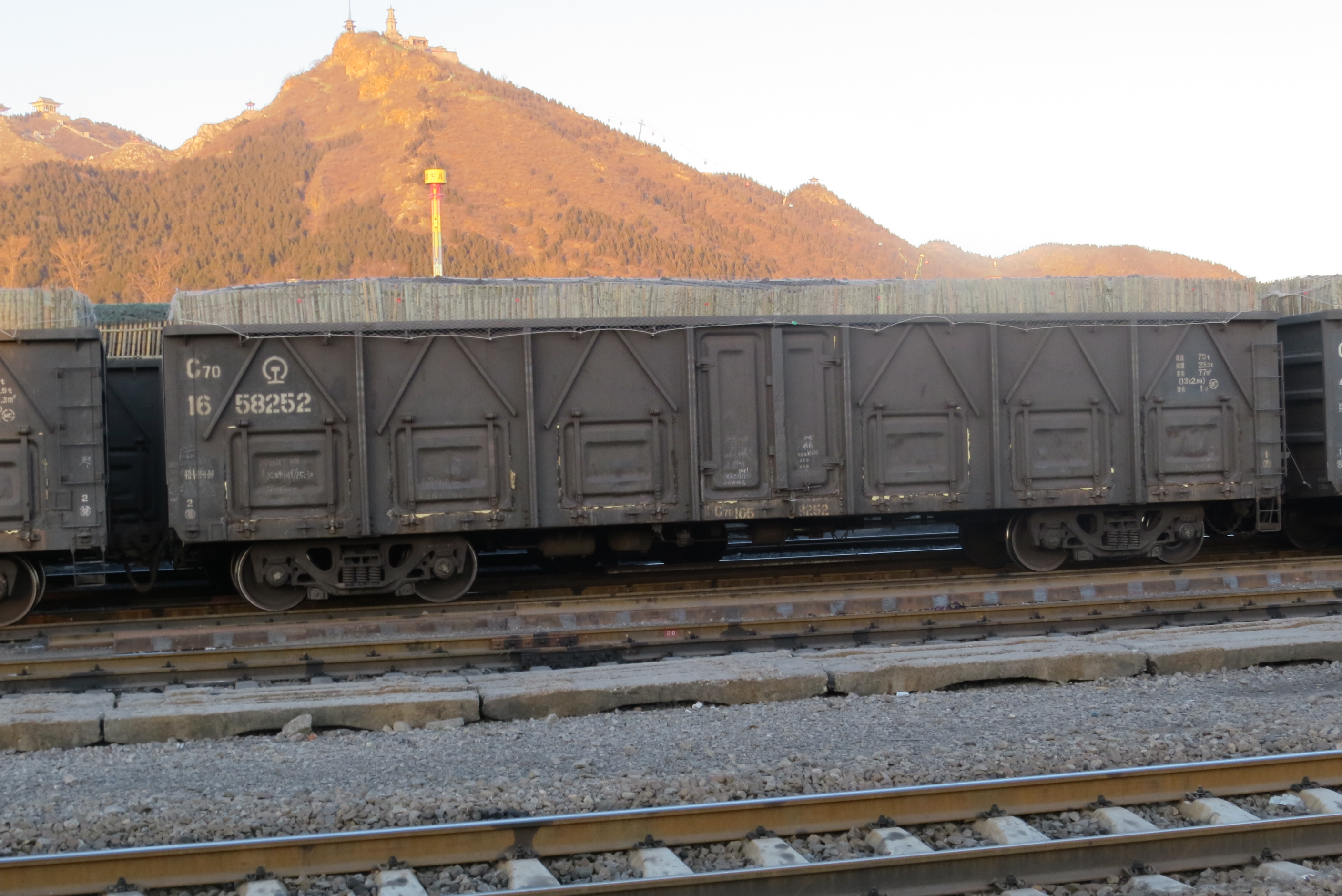
C70敞车

中国铁路货车基本型号用“C”表示敞车，是汉语拼音“Chang Che”的头一个声母的简写。中国货车总数中，敞车数量最多，约占60%。

## 历史
1949年中国铁路上使用的敞车多是解放前遗留下来的旧车，车型复杂，约有30多种。吨位多数为30吨的，有一部分为20吨、40吨级的，少数为50吨级的。运行性能差、载重量小、强度低、零部件复检修不便等。 

### 自研型号
- 中国铁路C1系列敞车：载重30吨
- 中国铁路C5D型敞车
- 中国铁路C6型敞车：载重为40吨
- 中国铁路C13系列敞车：1959年在总结C50型敞车运用经验的基础上设计。缩小了心盘距，加长了牵引梁，载重提高到60吨。为了克服当时C50型敞车端部卸货困难的问题，C13型敞车在车端部增设了下侧门。但中梁横向弯曲变形大，牵引梁下垂甩头严重，造成修程大，原型修复出厂仍不解决根本问题。
- 中国铁路C16系列敞车
- 中国铁路C40型敞车
- 中国铁路C50型敞车：载重为50吨。1952年设计。自1953年试制并投产直到1976年，共计生产35 000辆。C50型敞车作过多次修改设计，各工厂生产的车也因各自工艺的不同而有差别。
- 中国铁路C60系列敞车：1958年，在铁道部组织的修改设计会议上，由15个工厂的设计人员联合提出了底架为单中梁结构、衍架式侧壁承载的载重为60吨的C60型敞车设计方案。自重轻、载重大的优点，但由于刚度不足等先天性缺陷，C60性敞车仅生产了一小批。
- 中国铁路C61系列敞车
- 中国铁路C62系列敞车：1971年在C65型敞车的基础上缩短底架、降低车体，容积也相应减小，载重由65吨减为60吨，1972年起投入大批生产定型为C62。
- 中国铁路C63型敞车
- 中国铁路C64系列敞车1988年在C62B型敞车的基础上，对端墙、侧墙、车门做了较大的改进和加强，制动装置采用引进消化国外及国内研制的新制动技术，转向架采用了改进的转8A，改进后定型为C64。成为铁路主型通用敞车。
- 中国铁路C65系列敞车 1965年结构模拟试验，在此基础上设计完成了全钢结构侧壁承载新型敞车，采用了09MN2、09MN2CU低合金钢，批量生产定型为C65型敞车。自重轻、载重大。
- 中国铁路C70系列敞车齐齐哈尔车辆厂于2003年开始设计、小批量试制及各项性能试验工作，并于同年6月通过了部级审查定型为C70。该车载重70吨，自重23.8吨，2005年开始投入生产
- 中国铁路C80系列敞车  双浴盆式铝合金敞车，载重80吨，大秦铁路使用